# Перты

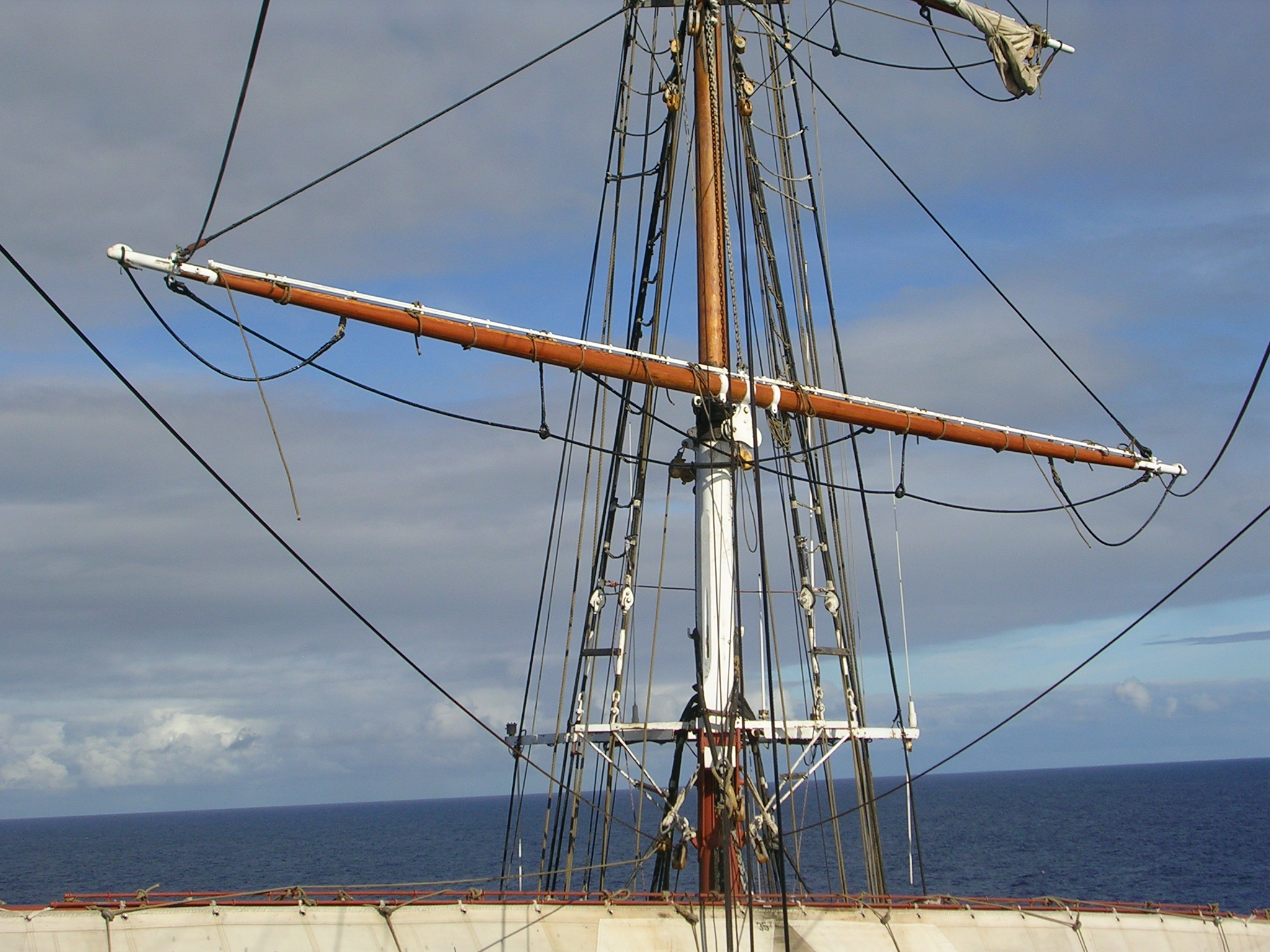

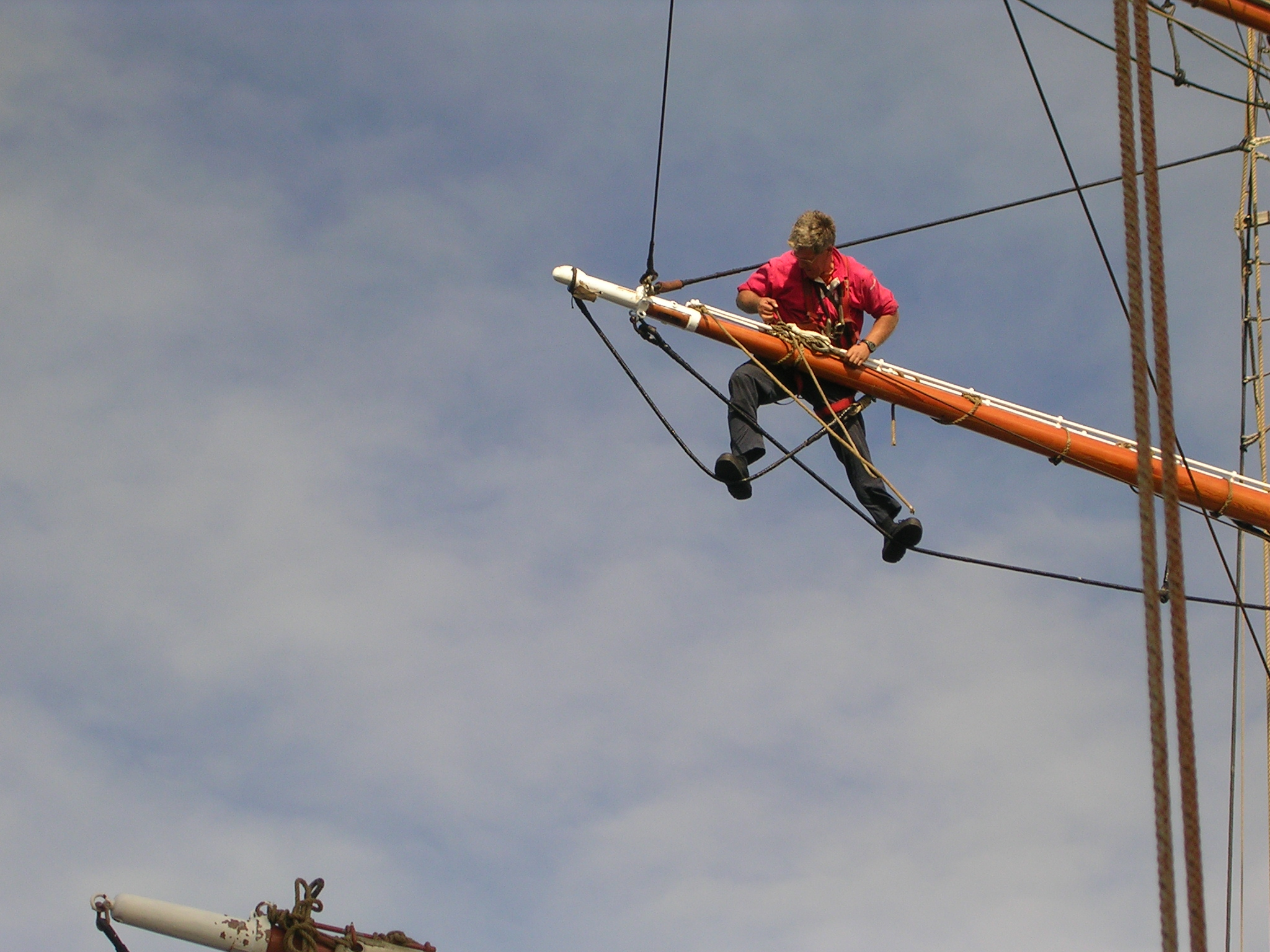

Пе́рты (нидерл. paarden — «лошади») — тросы, протянутые под реем на расстоянии около 80 сантиметров и закреплённые одним концом у его середины (за мачтой после крепительных планок), а другим — у нока. Перты нижних реев имели толщину 1,75 дюйма, на верхних реях они были несколько тоньше. По-видимому, перты появились после 1640 года и вначале лишь на нижних реях. После 1680 года их устанавливают на марса-реях, а к концу XVII века на всех реях, за исключением бегин- и бовен-блинда-реев.
С помощью пертов, становясь на них ногами и ложась на рей (со стороны кормы), матросы крепят и убирают паруса или берут на них рифы. Для удержания пертов на нужном расстоянии от рея и устранения чрезмерного провисания их поддерживают обнесёнными вокруг рея короткими стропами — «подпертками», отстоящими один от другого. Чтобы ноги матросов не скользили по пертам на них часто вязали узлы — кнопы.
Перты и подпертки на современных парусниках изготавливают из стальных тросов.